# Turuvekere
Turuvekere é uma panchayat (vila) no distrito de Tumkur, no estado indiano de Karnataka.

## Geografia
Turuvekere está localizada a 13° 10′ N, 76° 40′ L. Tem uma altitude média de 794 metros (2604 pés).

## Demografia
Segundo o censo de 2001, Turuvekere tinha uma população de 13.275 habitantes. Os indivíduos do sexo masculino constituem 52% da população e os do sexo feminino 48%. Turuvekere tem uma taxa de literacia de 73%, superior à média nacional de 59.5%: a literacia no sexo masculino é de 78% e no sexo feminino é de 69%. Em Turuvekere, 11% da população está abaixo dos 6 anos de idade.